# Pieczonka (Lublino)
Pieczonka – przysiółek wsi Lublino w Polsce położony w województwie zachodniopomorskim, w powiecie stargardzkim, w gminie Chociwel, na Pojezierzu Ińskim, 6 km na południowy wschód od Chociwla (siedziby gminy) i 28 km na północny wschód od Stargardu (siedziby powiatu).
W latach 1975–1998 miejscowość administracyjnie należała do województwa szczecińskiego.